# هو لین سیو
هو لین سیو (انگلیسی: Ho Lien Siew; ۵ سپتامبر ۱۹۳۲ – ۳ آوریل ۲۰۲۱) بازیکن بسکتبال اهل سنگاپور بود. وی در بازی‌های المپیک تابستانی ۱۹۵۶ شرکت کرده‌است.